# Martha Root
Martha Louise Root (Richwood, 19 agosto 1872 – Hawaii, 28 settembre 1939) è stata un'importante insegnante e divulgatrice itinerante della religione bahai che operò tra la fine del XIX e la prima metà del XX secolo.
Martha Root incontrò molti capi di Stato tra i quali la regina Maria di Romania che fu la prima monarca ad avere accettato il messaggio di Bahá'u'lláh e ad avere aderito alla fede bahá'í. Shoghi Effendi la nominò, postuma, Mano della Causa.

## Biografia
Martha Root figlia di Timothy e Nancy Root ebbe due fratelli maggiori, Clarence e Claude. Dopo la sua nascita la famiglia si trasferì a Cambridge Springs, in Pennsylvania. Martha, nota come Mattie, non fu la tipica ragazza americana dell'epoca, era infatti più interessata allo studio che ai consueti lavori domestici. Si distinse per i risultati scolastici e per essere stata una delle prime donne americane ad avere frequentato l'Università di Chicago e a conseguire nel 1895 la laurea.
Dopo il Diploma iniziò a lavorare come insegnante, ma presto si dedicò all'attività giornalistica scrivendo per diversi giornali. Nell'estate del 1900 lavorò per il Chronicle Telegraph  di Pittsburgh e nell'autunno per il Pittsburgh Dispatch. Iniziò a scrivere di automobili, e ciò la portò in Francia e quindi di nuovo a Pittsburgh.
Nel 1909 incontrò Roy C. Wilhem, un'altra Mano della Causa postuma, che la introdusse alla Fede Bahá'í dandole alcune opere da studiare per approfondire l'argomento. Durante questa ricerca, inizialmente di ordine culturale-religioso, ebbe contatti con diversi membri della Comunità bahá'í compreso Thornton Chase e Arthur Agnew a Chicago. Verso la fine del 1909 dichiarò di accettare gli insegnamenti di Bahá'u'lláh, il fondatore della Fede bahai, divenendo essa stessa una Bahai. Durante quel periodo scrisse per il Pittsburgh Post un lungo e dettagliato articolo sulla storia e sui principi della religione bahá'í. Nel 1911 partecipò alla assemblea annuale bahá'í che si tenne a Chicago.
Durante il 1911 e il 1912, 'Abdu'l-Bahá, il figlio di Bahá'u'lláh, visitò gli Stati Uniti e il Canada. Martha Root partecipò a molte delle conferenze di `Abdu'l-Bahá's e ne organizzò quelle di Pittsburgh. In quel periodo fu colpita da un cancro al seno, che all'apparenza andò in remissione.
Dopo l'incontro con 'Abdu'l-Bahá, Martha Root iniziò un giro del mondo per diffondere gli insegnamenti della fede bahai. Lasciò gli Stati Uniti il 30 gennaio 1915, e dopo avere visitato alcuni paesi europei tentò di recarsi in Palestina per visitare i siti santi bahai, ma non poté a causa dello scoppio della prima guerra mondiale.
Si recò, invece, in Egitto dove rimase per sei mesi, scrivendo diversi articoli giornalistici. Successivamente si recò a Bombay, a Rangoon, nel Giappone e alle Hawaii. Rientrò negli Stati Uniti, via San Francisco, il 29 agosto 1915.
Dopo essere rimasta negli Stati Uniti per cinque anni andò, nel 1920, in Canada visitando Saint John, Montréal, London, in Ontario e Saint Thomas dove organizzò alcuni corsi di insegnamento. Si recò, quindi, in Messico e in Guatemala dove intendeva incontrarne i presidenti, ma ciò non fu possibile a causa della situazione politica rivoluzionaria del momento. Nel 1921 il suo cancro riapparve in maniera aggressiva causandole notevole sofferenza e al contempo la salute del padre iniziò a declinare con la conseguenza che dovette limitare di molto i suoi viaggi.
Dopo la morte del padre, 3 novembre 1922, ormai cinquantenne iniziò a viaggiare nuovamente. Viaggiò attraverso gli Stati Uniti, il Canada, il Giappone e la Cina diffondendo gli insegnamenti della Fede bahá'í. Si recò in Australia, Nuova Zelanda, Tasmania, e a Hong Kong, aiutando i pionieri bahai a insegnare la fede, quindi in Sudafrica, dove partecipò a diverse trasmissioni radiofoniche. Studiò l'esperanto e incontrò Lidia Zamenhof, la figlia di Ludwig Zamenhof, il creatore dell'esperanto, che sarebbe poi divenuta Bahai.
Nel 1923 si recò a Bucarest, in Romania, e mandò alla regina Maria una copia del libro Bahá'u'lláh e la Nuova Era di John E. Esslemont. Due giorni dopo avere ricevuto il libro, la regina le concesse un'udienza. La regina si convertì alla Fede bahai divenendo il primo monarca ad averne abbracciato i principi.
Nel 1925 Martha Root si recò in Palestina in pellegrinaggio per visitare i luoghi santi bahai, qui incontrò Bahíyyih Khánum e Shoghi Effendi. Viaggiò, poi, per il Regno Unito, la Germania, la Grecia, la Jugoslavia e la Cecoslovacchia diffondendo sempre la Fede bahai e i suoi insegnamenti. Andò quindi in Persia per incontrare lo scià Reza Pahlavi, anche se Shoghi Effendi glielo aveva sconsigliato: l'incontro non ebbe però luogo.
Nel 1930 avrebbe voluto incontrare l'Imperatore Hirohito del Giappone ma funzionari statunitensi glielo negarono, perciò si dovette accontentare di inviare all'imperatore alcuni libri bahai. Continuò a viaggiare anche se la sua salute peggiorava. Nel 1937 si recò nelle Hawaii, in Cina e in India. Ritornò nel 1938 alle Hawaii dove morì il 28 settembre 1939.

## Opere
- (EN) Táhirih the Pure, Los Angeles, Kalimát Press, 1981, ISBN 1-890688-04-5.